# Муса I ібн Фортун
Муса I ібн Фортун ібн Касаві (араб. موسى بن فرتون بن قاسي بن فرتون; бл. 745 — 788/789) — державний діяч Аль-Андалуса, валі (намісник) Сарагоси у 788—789 роках.

## Життєпис
Походив з муваладського роду Бану Касі. Старший син каїда Фортуна ібн Кассі та Айши, доньки Абд аль-Азіза ібн-Муси, валі Аль-Андалуса. Народився близько 745 року.
Після смерті батька родинні землі в верхів'ях річки Ебро — міста Арнедо, Ехеа і Борха. У 772 році Муса I брав участь в придушенні заколоту в Сарагосі, спрямованого проти влади Абдаррахмана I еміра Кордови, за що отримав від останнього нові володіння, зокрема Тарасон, Нахер і Туделу.
У 788 році після смерті Абдаррахмана I почалася боротьба за владу між його синами Гішамом і Сулейманом. Муса ібн Фортуна підтримав кандидатуру першого і виступив з військом проти Саїда ібн аль-Гусейна, валі Сарагоси, який став на бік Сулейцмана., прихильника іншого сина померлого еміра, Сулеймана. У бою біля Тортоси Муса I розбив військо Саїда, який загинув під час втечі з поля бою. Після цієї перемоги Гішама I призначив Мусу на посаду валі Сарагоси.
Надалі іспано-мусульманські хроністи наводять різні відомості стосовно Муси. За одними відомостями був убитий наприкінці 788 або на початку 789 року в Сарагосі рабом Саїда ібн аль-Гусейна. За іншими даними, в 790 році Муса I був змушений залишити Сарагосу при наближенні до міста війська Матруха ібн Сулеймана аль-Арабі, валі Барселони, який став тут новим валі Сарагоси. Згідно цих свідчень, Муса, який пережив кілька замахів, загинув в грудні 802 року під час придушення нового заколоту в Сарагосі. Втім напевне тут відбулася плутанина й останні свідчення відноситься до його сина Фортуна.
Спадкоємцем Муси I в якості глави Бану Касі став його молодший син Муса II ібн Муса.

## Родина
- Фортун (д/н—802)
- Муса (790—862), валі Сарагоси, Тудели
- Мутарифф (д/н—799), валі Памплони
- Юнус
- Лубб, володар Борхи
- Юкартайс
- Гарсія